# اتفاقية الفحص الطبي للأحداث (المهن غير الصناعية) لعام 1946
اتفاقية الفحص الطبي للأحداث (المهن غير الصناعية) لعام 1946 هي اتفاقية لمنظمة العمل الدولية، والتي اعتُمدت عام 1946 ونصت على:
- المادة 1: لا يجوز تشغيل أي طفل أو شاب دون سن محددة في عمل غير صناعي إلا بعد خضوعه لفحص طبي يثبت لياقته للعمل.
- المادة 2: يجب أن يُجرى الفحص الطبي من قبل طبيب أو جهة صحية معتمدة، وأن يُكرر على فترات لا تتجاوز اثني عشر شهرًا.
- المادة 3: على صاحب العمل ضمان عدم معاقبة العامل الشاب لتشغيله أي شخص يُخالف هذه القواعد.
- المادة 4: للجهات المختصة اتخاذ التدابير اللازمة لضمان تنفيذ هذه الاتفاقية.

## التصديقات
اعتبارًا من عام 2013، تم التصديق على الاتفاقية من قبل 39 دولة.

## روابط خارجية
- النص.
- التصديقات.